# Mount Vanderheyden
Mount Vanderheyden (französisch Mont Vanderheyden) ist ein 2120 m hoher Berg im ostantarktischen Königin-Maud-Land. Er ragt 2,5 km nordöstlich des Mount Bastin an der Nordseite der Belgica Mountains auf.
Teilnehmer der Belgischen Antarktis-Expedition 1957/58 unter Gaston de Gerlache de Gomery (1919–2006) entdeckt ihn. Namensgeber ist Henri Vanderheyden, Flugzeugmechaniker bei der Forschungsreise.